# Beau Beech
Lewis „Beau“ Beech III (* 1. März 1994 in Ponte Vedra Beach, Florida) ist ein US-amerikanischer Basketballspieler.

## Karriere
Beech spielte an der Ponte Vedra High School unter seinem Vater Bud als Trainer. Seine guten Leistungen als Schüler weckten das Interesse von Universitäten, er landete an der University of North Florida in Jacksonville und gehörte dort von 2012 bis 2016 zur Basketballmannschaft. Er schloss seine Uni-Zeit mit einer starken Saison 2015/16 ab, in der er in 34 Partien im Schnitt 15,4 Punkte pro Einsatz traf sowie 6,4 Rebounds einsammelte. Beech traf in seiner Abschlusssaison 97 Dreipunktwürfe für North Florida.
Im Juli 2016 wurde er von der NBA-Mannschaft Brooklyn Nets mit einem Einjahresvertrag ausgestattet, kam in einem Vorbereitungsspiel zum Einsatz, wurde im Oktober 2016 aber noch vor dem Saisonbeginn aus dem Kader gestrichen. Er spielte in der Saison 2016/17 dann für Brooklyns Ausbildungsmannschaft, die Long Island Nets, in der NBA G-League und erzielte in 36 Einsätzen im Durchschnitt 7,4 Punkte. Beech blieb anschließend bis Mitte Januar 2018 vereinslos, als er von den Erie BayHawks (ebenfalls NBA G-League) verpflichtet wurde, für die er bis zum Ende des Spieljahres 2017/18 in 20 Hauptrundenpartien auf dem Feld stand und einen Mittelwert von 5,9 Punkten je Begegnung erreichte.
Im August 2018 unterschrieb Beech seinen ersten Vertrag im Ausland, er schloss sich den Hamburg Towers in der deutschen 2. Bundesliga ProA an. Mit den Hamburgern errang er in der Saison 2018/19 die ProA-Meisterschaft. Beech trug zu diesem Erfolg als zweitbester Korbschütze (12,6 Punkte/Spiel) sowie bester Distanzschütze (89 getroffene Dreipunktwürfe) und bester Rebounder (6,3 pro Spiel) der Mannschaft bei. Im Juni 2019 wurde sein Vertrag in Hamburg verlängert. Er wurde im Vorfeld des ersten Hamburger Bundesligajahres zum Mannschaftskapitän gewählt. In der Bundesliga erzielte der US-Amerikaner in 19 Einsätzen im Durchschnitt 9,7 Punkte für die Hanseaten.
Im Sommer 2020 nahm er ein Angebot von PAOK Thessaloniki an. In 25 Spielen für PAOK erzielte er im Schnitt 6,9 Punkte. Zur Saison 2021/22 wechselte Beech nach Polen zu Czarni Słupsk und nahm im Sommer 2022 ein Angebot des Vereins KK FMP Meridian aus der serbischen Hauptstadt Belgrad an.
2023 wechselte Beech zu BK Jenissei Krasnojarsk nach Russland.